# Can Samsó (Maçanet de la Selva)
Can Samsó és una masia de Maçanet de la Selva (Selva) inclosa a l'Inventari del Patrimoni Arquitectònic de Catalunya.

## Descripció
El solar originari va ser dividit en dues parcel·les, originant dues masies diferents, però completament annexionades i adosades com són Can Samsó i Can Comaleres. La que aquí interessa, Can Samsó, es tracta d'una masia de dues plantes. En la planta baixa, trobem dues obertures projectades, la primera com a portal adovellat de mig punt, amb dovelles de gran embergadura. I la segona, com a finestra rectangular, de llinda monolítica amb muntants de pedra. Pel que fa al primer pis o planta noble, també hi ha dues obertures. Per una banda, trobem la prototípica de llinda monolítica, conformant un arc pla, amb muntants de pedra. Mentre que l'altra, és molt més peculiar, en comparació amb l'anterior, d'arc deprimit convex, gràcies a l'interacció de les impostes que sostenen llinda. Coberta amb una teulada plana, no a la modalitat arquetípica de dues aigües. Cal esmentar, la pervivència en la façana de dos elements interessants: per una banda, les restes d'un contrafort, projectat com a mesura de consolidació i apuntelament de l'estructura. Mentre que per l'altra, una petita construcció a mode de protuberància que sobresurt de la masia, que es tracta del forn tradicional, que acostumaven a tenir moltes masies. Remarcar, que aquest forn només té projecció exterior, ja que la porta d'accés ubicada a l'interior de la casa, ha estat tapiada.

## Història
Aquesta casa és d'un origen molt antic. El seu nom ve de què era domini directa de l'Abadia de Breda on hi hagué un abat que es deia Samsó. Primitivament el que és ara Can Samsó era l'edificació per serveis, quadres i masoveria de Can Comaleres, ja que formen un sol conjunt que més tard fou partit en dues parts diferents. L'any 1821, Can Samsó i Can Comaleres eren del mateix propietari, en Francesc Torras i Pellicer i de la Walette, capità de l'exèrcit i hisendat de Girona, casat amb Rosa Baró. Aquest ho havia heretat d'Anton Torras, casat amb Francesca de la Walette. En Francesc en morir, va deixar escrit en teastament que li fessin 200 misses resades de set sous i sis diners cada una i dotze rals de billó a la Manda Pia, i també sis maravedís per Terra Santa. La família que era propietària a finals dels anys vuitanta del segle passat, era descendent de dues branques que eren els Martorell i els Esqueu. De la família Martorell, el primer que tenim és en Llorenç Martorell que en l'any 1750 estava casat amb Maria Riera.
Després vingué el seu fill Salvador Martorell Riera que es casà amb Maria Àngela Oller, provinent de Franciac. En Salvador Martorell el dia 22 de juliol de 1808, venia de Girona quan va ésser fet presoner pels soldats francesos i fou alliberat el dia 25, al cap de tres dies. En Salvador va considerar que havia estat un miracle de la Mare de Déu de Cabrera el seu prompte alliberament i li dedicà un ofici, tal com consta en un document escrit per ell mateix. Més tard el fill Pau Martorell Oller, que es casà amb Maria Mercader en l'any 1829, pagà 10 lliures d'una peça de terra a Josep Puig, procurador de l'Abat de Breda. En Pau i la Maria tingueren tres filles, una, la gran, que es deia Antònia Martorell Mercader, es casà l'any 1846 amb Miquel Esqueu Planas. Aquest heretà Can Samsó del seu pare, Josep Esqueu Risech, el qual havia adquirit la finca d'un establiment fet per l'anterior propietari per una entrada de 1.688 lliures. Aleshores la casa tenia una extensió de 26 vessanes i quart de terra, tota de cultiu, i a més tenia un cens de reducció de tasques, una punyera de blat que es feia a l'Abat, i a l'establidor li havia de pagar la dècima part del fruit que s'acostumava a pagar a la vila de Maçanet. Això ho havia de portar a Can Comaleras, propietat de l'amo. En Josep era fill de Francesc Esqueu i de Maria Risech Gironès, tots dos de Vidreres. En Miquel Esqueu Planas, que estava casat amb Antònia Martorell, fou en l'any 1854 alcalde de Maçanet. Amb la mort del pare, la propietat va ser heretada pel fill Joan Esqueu Martorell casat amb Francesca Triola Genè, que al seu torn ho heretà el seu fill Alfons Esqueu Triola, que es casà amb Teresa Novell Feliu. Aquests deixaren d'habitar la casa i es traslladaren a viure a Calella on es dedicaven a la indústria del gènere de punt. El dia 15 de maig del 1919, arrendaren la finca a Francesc Barceló Ter, provinent de Martorell amb els pactes següents: una tercera part de la collita de gra d'aresta, una quarta part de les demés collites, quatre sacs de quartera de patates a l'any i per Nadal un parell de galls i sis dobles forcs de cebes i a més havia de pagar el cens d'una mesura de blat que té la casa. Aquesta família de masovers marxà a França a l'acabament de la guerra civil i llavors anà a la casa de masovera la família Gironès. L'últim masover de Can Samsó va ser en Joquim Bancells i Gruart que hi habità des de l'any 1953 fins al 1984. Al final dels anys vuitanta del segle passat, la casa era utilitzada com a segona residència pel seu propietari Josep Esqueu Novell, casat amb Paquita Baronet Tihó. Després de diverses segregacions de terrenys, la finca està situada molt a prop de la fàbrica Tretx, S.A.